# Jezernice (vattendrag)
Jezernice är ett vattendrag i Tjeckien.   Det ligger i regionen Olomouc, i den östra delen av landet, 240 km öster om huvudstaden Prag. Arean är 9,3 kvadratkilometer.